# Майстришин, Роман Васильевич
Роман Васильевич Майстришин (4 августа 1920, с. Жеребки — 23 марта 2003) — заслуженный строитель РСФСР, лауреат Премии Совета Министров РСФСР. Почётный гражданин Обнинска.

## Биография
Родился 4 августа 1920 года в селе Жеребки (сегодня — Староконстантиновский район, Хмельницкая область).
Участник Великой Отечественной войны (лейтенант, командир дивизиона 971-го артполка).
Первостроитель Обнинска: в 1953—1995 годах возглавлял Управление отделочных работ ОУС (с 1992 г. генеральный директор акционерного общества «Спецотделстрой» Обнинского строительно-промышленного акционерного общества).

## Награды
- Награждён орденами Красного Знамени (1942), Отечественной войны 1-й степени, Трудового Красного Знамени, «Знак Почета», «За заслуги перед Отечеством» IV степени, медалью «За оборону Москвы».
- Заслуженный строитель РСФСР, лауреат Премии Совета Министров РСФСР.
- Почётный гражданин Обнинска.